# Joseph Reinhardt
Joseph Reinhardt, detto Nin-Nin (Parigi, 1º marzo 1912 – Bondy, 7 febbraio 1982), è stato un chitarrista belga, di etnia sinti.
Fratello del più noto Django Reinhardt, fu uno dei chitarristi ritmici del famoso gruppo jazz manouche Le Quintette du Hot Club de France, suonando insieme al fratello e al violinista Stéphane Grappelli.

## Gli albori
Joseph era solito accompagnare il fratello in esibizioni in locali, conoscendo così Louis Vola, futuro contrabbassista del Quintetto. Spesso sostituiva il fratello nelle occasioni in cui Django era impossibilitato ad esibirsi.
Dal 1934 fu a tempo pieno chitarrista ritmico del Le Quintette du Hot Club de France insieme al fratello. In seguito, però, svolgere ruoli come roadie per il fratello (portare la sua chitarra e le corde di ricambio), lo convinse a chiudere col Quintetto.

## Solista
Dopo la partenza dal Quintetto, lavorò con la big band di Aimé Barelli e Alex Combelle; incise per la prima volta parti soliste con altri gruppi: con Gus Viseur in Swing 42, con Hubert Rostaing in L'Œil Noir.
Nel 1943 poi, formò il suo gruppo, insieme al violinista Claude Laurence (alias Andre Hodeir).
Nel 1947 iniziò a suonare la chitarra elettrica con l'Hot Four di Stéphane Grappelli. Django imitò suo fratello nell'uso della chitarra elettrica, ma con risultati meno positivi.

### Dopo Django
Dopo la morte del fratello nel 1953, Joseph posò la chitarra e non suonò più fino al 1957, anno in cui tentò di terminare Messe Gitane, lavoro incompiuto di Django. Nel 1958 apparve nel documentario Django Reinhardt che portò poi alla sua breve apparizione nel film Paris Blues (1961). Negli anni '60 Joseph fondò un suo quintetto e incise due dischi. Apparve poi in numerosi concerti, si esibì in alcuni nightclub con Babik Reinhardt (suo nipote, figlio di Django). Per la maggior parte del periodo post-Quintetto, Joseph utilizzò una chitarra decisamente bizzarra che si costruì da solo, ma che comunque aveva un tono adatto al genere. Joseph morì il 7 febbraio 1982, e fu sepolto nello stesso luogo di Django.

## Discografia
- Joue Pour Django
- Hommage a Django
- Live Paris 1966
- Mon Pote le Gitan (EP)